# Has-Been Heroes
Has-Been Heroes est un jeu vidéo de type rogue-like et tower defense développé par Frozenbyte et édité par GameTrust, sorti en 2017 sur Windows, Nintendo Switch, PlayStation 4 et Xbox One.

## Accueil
- Canard PC : 5/10[1]